# Reverie
|  | Denne artikel er oprettet af botten PalnaBot ud fra en ekstern database. Den kan derfor have sproglige fejl eller mangler. Denne skabelon kan fjernes efter kontrol af indholdet. |

Reverie er en film instrueret af Ulla Boye.

## Handling
En stemning, en tilstand, et landskab, en bevægelse. Fabulerende fragmenter fra et sted. En billedarabesk af mellemrum og erindringsrum af den art, man synker ind i, lige før søvnen indfinder sig, - øjeblikke før stilheden.